# Коровино (Бугурусланський район)
Коро́вино (рос. Коровино) — село у складі Бугурусланського району Оренбурзької області, Росія.

## Населення
Населення — 596 осіб (2010; 700 у 2002).
Національний склад (станом на 2002 рік):
- мордва — 72 %